# Felipe Lopes
Felipe Aliste Lopes (São Paulo, 7 de agosto de 1987) é um ex-futebolista brasileiro que atuava como zagueiro.

## Carreira
Felipe Aliste jogou no Rubro Negro na sua infância com seu treinador Cassio e Jorge. Aos 15 anos foi para o Clube do Nacional e ficou durante 2 anos lá, até o "olheiro" Donizete velo jogando pelo Nacional contra o Guarani de Campinas.
Ficou no Guarani e jogou o Campeonato Brasileiro Série B como titular até os 20 anos e foi para o Anderlecht no início de 2007 e, no meio do ano, assinou contrato com o Nacional da Madeira (Ilha da Madeira, Portugal).

## Títulos
Seleção Brasileira
- Copa Sendai: 2005

Wolfsburg
- Copa da Alemanha: 2015[1]